# チャレンジカップ (中央競馬)
チャレンジカップは、日本中央競馬会 (JRA) が阪神競馬場で施行する中央競馬の重賞競走（GIII）である。

## 概要
1950年に、4歳（現3歳）以上の馬による重賞競走として「チャレンジカップ」の名称で創設。1953年に朝日新聞社（朝日新聞大阪本社）からの賞寄贈を受けて「朝日チャレンジカップ（あさひチャレンジカップ）」と改称され、以来長らくこの名称で定着していたが、2014年よりGI朝日杯フューチュリティステークスの施行場が中山競馬場から阪神競馬場へ移されたことに伴い、関西地区における朝日新聞の寄贈賞はそちらに、また関東地区の朝日杯はGIIセントライト記念に移されることになり、「朝日」の冠が外れて創設時と同じ「チャレンジカップ」に戻された。
距離は第2回まで芝2400mで行われたが、1952年より2000mに変更。負担重量や開催時期は幾度か変更され、2012年から2016年は芝1800mのハンデ戦で12月に行われているが、2017年より中距離競走体系の整備に伴い芝2000mに変更されるとともに別定戦となった。2025年より施行時期を再び9月に移行されるとともにハンデ戦となる。
外国産馬は1978年から1983年まで、および1993年から2004年まで混合競走として出走が可能になったほか、1997年から地方競馬所属馬が出走可能になった。2005年から国際競走となり、外国馬も出走可能になった。
2021年から2024年まで本競走の優勝馬にはサウジアラビアの国際招待競走ネオムターフカップへの優先出走権が与えられることになっていた。

### 競走条件
以下の内容は、2025年現在のもの。
出走資格：サラ系3歳以上
- JRA所属馬（外国産馬含む）
- 地方競馬所属馬（2頭まで）
- 外国調教馬（8頭まで、優先出走）

負担重量：ハンデキャップ

### 賞金
2024年の1着賞金は4300万円で、以下2着1700万円、3着1100万円、4着650万円、5着430万円。

## 歴史
- 1950年 - 4歳以上の馬による重賞競走として「チャレンジカップ」の名称で創設、阪神競馬場の芝2400mで施行[5]。
- 1953年 - 名称を「朝日チャレンジカップ」に変更[5]。
- 1978年 - 混合競走に指定、外国産馬が出走可能になる（1983年まで）[5]。
- 1984年 - グレード制施行によりGIII[注 1]に格付け。
- 1993年 - 混合競走に再指定（2004年まで）[5]。
- 1997年 - 特別指定交流競走となり、地方競馬所属馬が2頭まで出走可能となる[5]。
- 2001年 - 馬齢表示の国際基準への変更に伴い、出走条件を「3歳以上」に変更。
- 2005年 - 国際競走に変更され、外国調教馬が4頭まで出走可能となる[5]。
- 2007年 - 日本のパートI国昇格に伴い、外国調教馬の出走枠が8頭に拡大[5]。
- 2012年 - 外国調教馬の出走枠を9頭に変更[5]。
- 2014年 - 名称を創設時の「チャレンジカップ」に戻す[5]。
- 2024年 ｰ 阪神競馬場リフレッシュ工事に伴う開催日割の変更のため京都競馬場で施行[7]。このため、出走可能頭数が18頭に変更される。
- 2025年 ｰ 施行時期が再び9月に、負担重量をグレード別定からハンデキャップにそれぞれ変更予定。

### 歴代優勝馬
距離はすべて芝コース。
優勝馬の馬齢は、2000年以前も現行表記に揃えている。
競走名は第1回から第3回、および第65回以降が「チャレンジカップ」、第4回から第64回は「朝日チャレンジカップ」。
| 回数   | 施行日         | 競馬場 | 距離  | 優勝馬             | 性齢 | タイム   | 優勝騎手       | 管理調教師 | 馬主                                 |
| ------ | -------------- | ------ | ----- | ------------------ | ---- | -------- | -------------- | ---------- | ------------------------------------ |
| 第1回  | 1950年11月26日 | 阪神   | 2400m | タカクラヤマ       | 牡3  | 2:32 2/5 | 橋田俊三       | 坂本勇次郎 | 平島五郎                             |
| 第2回  | 1951年10月14日 | 阪神   | 2400m | サチホマレ         | 牡3  | 2:34 0/5 | 上田三千夫     | 上田武司   | 上田清次郎                           |
| 第3回  | 1952年11月3日  | 阪神   | 2000m | ノーベル           | 牡3  | 2:06 0/5 | 上田三千夫     | 上田武司   | 上田清次郎                           |
| 第4回  | 1953年11月1日  | 阪神   | 2000m | ダイニカツフジ     | 牡3  | 2:07 2/5 | 清田十一       | 伊藤勝吉   | 伊藤由五郎                           |
| 第5回  | 1954年10月31日 | 阪神   | 2000m | ミスバンブトン     | 牝4  | 2:04 0/5 | 清田十一       | 伊藤勝吉   | 樋口正一                             |
| 第6回  | 1955年11月6日  | 阪神   | 2000m | ヤサカ             | 牡3  | 2:04 0/5 | 栗田勝         | 武田文吾   | 熊谷忠夫                             |
| 第7回  | 1956年10月21日 | 阪神   | 2000m | フアイナルスコア   | 牡6  | 2:03 3/5 | 近藤武夫       | 伊藤勝吉   | 仁木清七                             |
| 第8回  | 1957年12月29日 | 阪神   | 2000m | サールス           | 牝5  | 2:07 0/5 | 清田十一       | 伊藤勝吉   | 松本英吉                             |
| 第9回  | 1958年12月28日 | 阪神   | 2000m | エータイム         | 牡3  | 2:08 1/5 | 清田十一       | 伊藤勝吉   | 谷口俊二郎                           |
| 第10回 | 1959年12月27日 | 阪神   | 2000m | ミスイエリユウ     | 牝4  | 2:06.4   | 高橋成忠       | 佐藤勇     | 石田一                               |
| 第11回 | 1960年12月25日 | 阪神   | 2000m | シーザー           | 牡3  | 2:07.0   | 清田十一       | 伊藤勝吉   | 伊藤由五郎                           |
| 第12回 | 1961年10月29日 | 阪神   | 2000m | ミスハツライ       | 牝3  | 2:09.9   | 田所秀雄       | 柴田不二男 | 大久保常吉                           |
| 第13回 | 1962年11月4日  | 阪神   | 2000m | リユウライト       | 牡4  | 2:07.4   | 宮本悳         | 橋本正晴   | 三好諦三                             |
| 第14回 | 1963年10月27日 | 阪神   | 2000m | パスポート         | 牝3  | 2:05.4   | 高橋成忠       | 清水茂次   | 吉田喜一                             |
| 第15回 | 1964年10月25日 | 阪神   | 2000m | バリモスニセイ     | 牡3  | 2:05.7   | 諏訪真         | 諏訪佐市   | 小杉咲枝                             |
| 第16回 | 1965年10月17日 | 阪神   | 2000m | ゴールデンパス     | 牡3  | 2:03.4   | 坂田正行       | 高橋直     | 木村善一                             |
| 第17回 | 1966年10月30日 | 京都   | 2000m | ナスノコトブキ     | 牡3  | 2:04.1   | 森安弘明       | 稲葉秀男   | 那須野牧場                           |
| 第18回 | 1967年10月1日  | 阪神   | 2000m | タフネス           | 牡3  | 2:03.3   | 高橋成忠       | 庄野穂積   | 北前米子                             |
| 第19回 | 1968年10月6日  | 阪神   | 2000m | タニノハローモア   | 牡3  | 2:03.1   | 宮本悳         | 戸山為夫   | 谷水信夫                             |
| 第20回 | 1969年9月28日  | 阪神   | 2000m | ダテホーライ       | 牡4  | 2:01.9   | 宇田明彦       | 星川泉士   | （株）伊達牧場                       |
| 第21回 | 1970年9月20日  | 阪神   | 2000m | ケイサンタ         | 牝3  | 2:05.1   | 池江泰郎       | 浅見国一   | 内田恵司                             |
| 第22回 | 1971年9月26日  | 阪神   | 2000m | ケイサンタ         | 牝4  | 2:08.5   | 安田伊佐夫     | 浅見国一   | 内田恵司                             |
| 第23回 | 1972年9月24日  | 阪神   | 2000m | シングン           | 牡4  | 2:02.2   | 吉岡八郎       | 坂口正二   | 奈村信重                             |
| 第24回 | 1973年9月23日  | 阪神   | 2000m | タニノチカラ       | 牡4  | 2:06.6   | 田島日出雄     | 島崎宏     | 谷水雄三                             |
| 第25回 | 1974年9月15日  | 阪神   | 2000m | スリーヨーク       | 牡3  | 2:00.6   | 稲部和久       | 諏訪佐市   | 永井商事（株）                       |
| 第26回 | 1975年9月21日  | 阪神   | 2000m | ロングホーク       | 牡3  | 2:00.3   | 武邦彦         | 松田由太郎 | 中井長一                             |
| 第27回 | 1976年9月26日  | 阪神   | 2000m | ケイシュウフオード | 牡3  | 2:00.5   | 福永洋一       | 日迫清     | 松岡正雄                             |
| 第28回 | 1977年9月25日  | 阪神   | 2000m | ホクトボーイ       | 牡4  | 2:00.9   | 久保敏文       | 久保道雄   | 森滋                                 |
| 第29回 | 1978年9月24日  | 阪神   | 2000m | ハシコトブキ       | 牡4  | 2:00.5   | 河内洋         | 内藤繁春   | （株）シンザンクラブ                 |
| 第30回 | 1979年9月23日  | 中京   | 2000m | バンブトンコート   | 牡4  | 1:59.9   | 伊藤清章       | 伊藤修司   | 樋口正蔵                             |
| 第31回 | 1980年9月21日  | 阪神   | 2000m | アグネスレディー   | 牝4  | 2:01.6   | 河内洋         | 長浜彦三郎 | 渡辺孝男                             |
| 第32回 | 1981年9月13日  | 阪神   | 2000m | ラフオンテース     | 牝4  | 2:01.9   | 岩元市三       | 布施正     | 小柴タマヲ                           |
| 第33回 | 1982年9月19日  | 阪神   | 2000m | ヒカリデユール     | 牡5  | 2:00.5   | 河内洋         | 須貝彦三   | 佐々洋                               |
| 第34回 | 1983年9月18日  | 阪神   | 2000m | ミスラディカル     | 牝4  | 2:00.6   | 音無秀孝       | 田中良平   | 小田切有一                           |
| 第35回 | 1984年9月16日  | 阪神   | 2000m | ニホンピロウイナー | 牡4  | 1:59.8   | 南井克巳       | 服部正利   | 小林百太郎                           |
| 第36回 | 1985年9月15日  | 阪神   | 2000m | ワカオライデン     | 牡4  | 2:00.2   | 小谷内秀夫     | 戸山為夫   | 小塚美近                             |
| 第37回 | 1986年9月14日  | 阪神   | 2000m | ドウカンヤシマ     | 牡6  | 1:59.7   | 清水英次       | 鹿戸明     | 新井興業（株）                       |
| 第38回 | 1987年9月20日  | 阪神   | 2000m | プレジデントシチー | 牡4  | 2:00.8   | 南井克巳       | 中尾謙太郎 | （株）友駿ホースクラブ               |
| 第39回 | 1988年9月18日  | 阪神   | 2000m | タニノスイセイ     | 牡5  | 1:58.6   | 武豊           | 宮本悳     | （有）カントリー牧場                 |
| 第40回 | 1989年9月17日  | 阪神   | 2000m | ハツシバエース     | 騸6  | 2:00.0   | 岡冨俊一       | 中村覚之助 | （有）大成牧場                       |
| 第41回 | 1990年9月16日  | 中京   | 2000m | ファンドリポポ     | 牝4  | 2:01.9   | 南井克巳       | 岩元市三   | 水戸富雄                             |
| 第42回 | 1991年9月15日  | 中京   | 2000m | ヌエボトウショウ   | 牝4  | 1:59.1   | 角田晃一       | 渡辺栄     | トウショウ産業（株）                 |
| 第43回 | 1992年9月20日  | 阪神   | 2000m | レットイットビー   | 牡4  | 2:03.7   | 佐藤哲三       | 吉岡八郎   | マエコウファーム（有）               |
| 第44回 | 1993年9月19日  | 阪神   | 2000m | ウィッシュドリーム | 牡4  | 2:04.3   | 武豊           | 坪憲章     | （株）日本ダイナースクラブ           |
| 第45回 | 1994年9月11日  | 中京   | 2000m | ツルマルガール     | 牝3  | 1:58.7   | 武豊           | 橋口弘次郎 | 鶴田任男                             |
| 第46回 | 1995年9月10日  | 京都   | 2000m | マイシンザン       | 牡5  | 1:58.0   | 熊沢重文       | 山本正司   | 菅原吾一                             |
| 第47回 | 1996年9月8日   | 阪神   | 2000m | マーベラスサンデー | 牡4  | 1:59.5   | 武豊           | 大沢真     | 笹原貞生                             |
| 第48回 | 1997年9月7日   | 阪神   | 2000m | シンカイウン       | 牡5  | 1:59.3   | 南井克巳       | 二分久男   | 林哲夫                               |
| 第49回 | 1998年9月13日  | 阪神   | 2000m | ランフォザドリーム | 牝4  | 2:01.2   | 河内洋         | 田中耕太郎 | 高瀬牧場                             |
| 第50回 | 1999年9月12日  | 阪神   | 2000m | ツルマルツヨシ     | 牡4  | 1:59.5   | 藤田伸二       | 二分久男   | 鶴田任男                             |
| 第51回 | 2000年9月9日   | 阪神   | 2000m | ミッキーダンス     | 牡4  | 1:58.3   | 佐藤哲三       | 服部利之   | 三木久史                             |
| 第52回 | 2001年9月8日   | 阪神   | 2000m | イブキガバメント   | 牡5  | 1:59.4   | 河内洋         | 橋口弘次郎 | （有）伊吹                           |
| 第53回 | 2002年9月7日   | 阪神   | 2000m | タップダンスシチー | 牡5  | 1:58.1   | 佐藤哲三       | 佐々木晶三 | （株）友駿ホースクラブ               |
| 第54回 | 2003年9月13日  | 阪神   | 2000m | カンファーベスト   | 牡4  | 1:58.3   | 安藤勝己       | 佐藤吉勝   | 奥村清晴                             |
| 第55回 | 2004年9月11日  | 阪神   | 2000m | スズカマンボ       | 牡3  | 2:01.6   | 武豊           | 橋田満     | 永井啓弐                             |
| 第56回 | 2005年9月10日  | 阪神   | 2000m | ワンモアチャッター | 牡5  | 1:59.4   | 福永祐一       | 友道康夫   | 松井一三                             |
| 第57回 | 2006年9月9日   | 中京   | 2000m | トリリオンカット   | 牡6  | 1:57.4   | 和田竜二       | 音無秀孝   | （有）キャロットファーム             |
| 第58回 | 2007年9月8日   | 阪神   | 2000m | インティライミ     | 牡5  | 2:00.0   | 佐藤哲三       | 佐々木晶三 | （有）サンデーレーシング             |
| 第59回 | 2008年9月15日  | 阪神   | 2000m | ドリームジャーニー | 牡4  | 1:58.5   | 池添謙一       | 池江泰寿   | （有）サンデーレーシング             |
| 第60回 | 2009年9月12日  | 阪神   | 2000m | キャプテントゥーレ | 牡4  | 2:00.0   | 川田将雅       | 森秀行     | （有）社台レースホース               |
| 第61回 | 2010年9月11日  | 阪神   | 2000m | キャプテントゥーレ | 牡5  | 1:59.2   | 小牧太         | 森秀行     | （有）社台レースホース               |
| 第62回 | 2011年9月10日  | 阪神   | 2000m | ミッキードリーム   | 牡4  | 1:59.6   | 和田竜二       | 音無秀孝   | 野田みづき                           |
| 第63回 | 2012年12月8日  | 阪神   | 1800m | ショウリュウムーン | 牝5  | 1:46.6   | 秋山真一郎     | 佐々木晶三 | 上田亙                               |
| 第64回 | 2013年12月7日  | 阪神   | 1800m | アルキメデス       | 牡4  | 1:46.5   | M.バルザローナ | 藤原英昭   | H.H.シェイク・モハメド               |
| 第65回 | 2014年12月13日 | 阪神   | 1800m | トーセンスターダム | 牡3  | 1:45.9   | 武豊           | 池江泰寿   | 島川隆哉                             |
| 第66回 | 2015年12月12日 | 阪神   | 1800m | フルーキー         | 牡5  | 1:46.1   | M.デムーロ     | 角居勝彦   | 金子真人ホールディングス（株）       |
| 第67回 | 2016年12月10日 | 阪神   | 1800m | マイネルハニー     | 牡3  | 1:46.5   | 柴田大知       | 栗田博憲   | （株）サラブレッドクラブ・ラフィアン |
| 第68回 | 2017年12月2日  | 阪神   | 2000m | サトノクロニクル   | 牡3  | 1:58.6   | M.デムーロ     | 池江泰寿   | （株）サトミホースカンパニー         |
| 第69回 | 2018年12月1日  | 阪神   | 2000m | エアウィンザー     | 牡4  | 1:58.3   | M.デムーロ     | 中竹和也   | （株）ラッキーフィールド             |
| 第70回 | 2019年11月30日 | 阪神   | 2000m | ロードマイウェイ   | 牡3  | 1:59.1   | C.ルメール     | 杉山晴紀   | （株）ロードホースクラブ             |
| 第71回 | 2020年12月5日  | 阪神   | 2000m | レイパパレ         | 牝3  | 1:59.9   | 川田将雅       | 高野友和   | （有）キャロットファーム             |
| 第72回 | 2021年12月4日  | 阪神   | 2000m | ソーヴァリアント   | 牡3  | 2:01.0   | C.ルメール     | 大竹正博   | （有）社台レースホース               |
| 第73回 | 2022年12月3日  | 阪神   | 2000m | ソーヴァリアント   | 牡4  | 1:57.5   | C.ルメール     | 大竹正博   | （有）社台レースホース               |
| 第74回 | 2023年12月2日  | 阪神   | 2000m | ベラジオオペラ     | 牡3  | 1:58.8   | 横山和生       | 上村洋行   | 林田祥来                             |
| 第75回 | 2024年11月30日 | 京都   | 2000m | ラヴェル           | 牝4  | 1:58.2   | 川田将雅       | 矢作芳人   | （有）キャロットファーム             |
| 第76回 | 2025年9月13日  | 阪神   | 2000m |                    |      |          |                |            |                                      |